# Majske Poljane
Majske Poljane är en ort i Kroatien.   Den ligger i länet Moslavina, i den centrala delen av landet, 50 km söder om huvudstaden Zagreb. Majske Poljane ligger 144 meter över havet och antalet invånare är 205.
Terrängen runt Majske Poljane är platt. Runt Majske Poljane är det glesbefolkat, med 19 invånare per kvadratkilometer. Närmaste större samhälle är Petrinja, 14,6 km nordost om Majske Poljane. Omgivningarna runt Majske Poljane är en mosaik av jordbruksmark och naturlig växtlighet.